# 다크 매터 (드라마)
《다크 매터》(영어: Dark Matter)는 2015년부터 현재까지 방영된 캐나다의 SF 드라마이다.